# Instituto Nacional de Estadística de Angola
El Instituto Nacional de Estadística (en portugués: Instituto Nacional de Estatística, INE) es el organismo responsable de las estadísticas públicas en Angola. Tiene sede en la rua Ho-Chi-Min de la capital, Luanda, y está presidido desde 2014 por José Calengi en calidad de Director General. Fue responsable de elaborar el censo de 2014, primer censo fiable desde 1970. En efecto, todas las cifras de población posteriores a 1970 se basan en estimaciones y proyecciones, pues tras la guerra colonial portuguesa (1961-1975), la independencia de Angola en 1975 y la posterior guerra civil angoleña (1975-2002), con sus numerosas víctimas y desplazamientos, el censo de 2014 proporcionó por primera vez datos fiables para una planificación más precisa. 

## Historia
El primer censo de población realizado por el Imperio portugués en Angola fue en 1770, dando cifras que se repitieron hasta la saciedad según órdenes gubernamentales. A partir de 1899, una ley reguló el censo regular cada diez años en las colonias, y posteriormente de manera anual. Esta “Encuesta General de Población” (Recenseamento Geral da População) se realizó hasta 1938. En 1939 se creó el “Departamento Técnico de Estadística” (Repartição Técnica de Estatística Geral), que debía realizar censos integrales por primera vez el 1 de agosto de 1940 y posteriormente cada diez años. En 1940 determinó la población de Angola en 3.738.010 habitantes (1950: 4.145.266; 1960: 4.840.719; 1970: 5.620.001). 
El departamento de la administración colonial portuguesa, que desde entonces pasó a llamarse “Departamento de Censos y Estadísticas” (Repartição de Censos e Estatística), se convirtió en la “Dirección de Servicios Comerciales y Estadísticos” (Direcção dos Serviços do Comercio e Estatística) en 1964 y poco después en “Dirección General Provincial de Servicios Comerciales y Estadísticos” (Direcção Provincial dos Serviços de Economia Estatística Geral). Esto se debió al rechazo de la designación oficial de las posesiones portuguesas de ultramar como provincias de ultramar por parte del Consejo de Seguridad de la ONU en 1963. La dictadura del general Salazar quiso utilizar el término para expresar las relaciones históricas de Portugal con sus colonias, a las que consideraba parte de la madre patria y que con ello buscaba mantener alejadas de la ola de descolonización en el resto de África.
En este contexto, el régimen portugués del Estado Novo implementó varias reformas administrativas, algunas de las cuales fueron cosméticas en vista de la creciente presión internacional. Pero también se volvieron necesarios debido al fuerte crecimiento económico de Angola entre 1960 y principios de los años 1970. Durante este período, el país se convirtió en un importante exportador de petróleo y el mayor productor de café de África, y comenzó una ola de inmigración, especialmente desde Portugal. Esto también hizo necesaria una mayor reestructuración y ampliación de la autoridad estadística. En 1967 se creó la “Dirección de Servicios Estadísticos” (Direcção dos Serviços de Estatística).
Tras la independencia de 1975 y la consolidación del gobierno del MPLA, se creó en 1983 lo que hoy es el " Instituto Nacional de Estatística". 
Entre 1983 y 1987, el INE realizó su primer censo, que, sin embargo, no cumplió con los estándares de un censo integral y, debido a la guerra civil, no pudo incluir con seguridad todo el territorio nacional. El primer censo completo de la Angola independiente se realizó en mayo de 2014. Está organizado y publicitado por el INE como Censo 2014. 

## Estructura y actividades
El Instituto Nacional de Estadística está dirigido por un Director General. Le reportan 8 departamentos principales y sucursales regionales. 
La institución tiene personalidad jurídica y capacidad jurídica propia, tiene autonomía administrativa, financiera y técnica. El INE consta de 8 departamentos principales, en 2023: 
- Contas Nacionais e Coordenação Estatística
- Estatísticas Económicas e Financeiras
- Estatísticas Demograficas e Sociais
- Censos e Inquéritos
- Informação e Difusão
- Apoio e Direção Geral
- Recoursos Humanos e Administracao e Finanças
- Technologias de Informação

También se mantienen oficinas regionales en las provincias de Angola.

## Base legal
Las principales bases legales para las encuestas estadísticas son: 
- Lei do Sistema Estatístico Nacional de Angola (Lei n.º 3/11, de 14 de enero de 2011)
- Estatuto Orgánico del INE (Decreto Presidencial n.° 27/17)
- Regulamento das Transgressões Estatísticas (Decreto Presidencial n.º 138/17, de 21 de junio de 2017)